# Draa (reka)
Draa (berbersko Asif en Dra, ⴰⵙⵉⴼ ⴻⵏ ⴷⵔⴰ, arabsko واد درعة, latinizirano: wad dərʿa, črkovana tudi Dra ali Drâa, v starejših virih večinoma Darha ali Dara, latinsko Darat) je najdaljša reka v Maroku s 1100 kilometri. Nastane na sotočju reke Dadès in reke Imini. Teče iz gorovja Visoki Atlas, sprva proti jugovzhodu do Tagunita, od Tagunita pa večinoma proti zahodu do izliva v Atlantski ocean nekoliko severno od Tan-Tana. Leta 1971 je bil na reki zgrajen jez (El) Mansour Eddahabi za oskrbo regionalne prestolnice Ouarzazate in za uravnavanje toka reke Draa. Večino leta se del reke po Tagunitu izsuši.
V prvi polovici 20. stoletja je najnižji tok Draa označeval mejo med Francoskim protektoratom Maroko in območjem pod špansko oblastjo (Cape Juby).
V dolini so formacije Fezouata, ki so nahajališča skrilavca tipa Burgess, ki izvirajo iz spodnjega ordovicija in zapolnjujejo pomembno ohranitveno okno med običajnimi kambrijskimi sedimenti Lagerstätte (sedimentno nahajališče, ki prikazuje izjemne fosile z izjemno ohranjenostjo) in poznoordovicijskim skrilavcem Soom. V fosilizirani favni so bili številni organizmi, za katere se je prej domnevalo, da so izumrli v drugi polovici kambrija.

## Geografija
Oued Draa nastane iz dveh izvirnih rek Dades in Assif n'Tidili na zahodu Visokega Atlasa, ki se združita blizu Ouarzazata v rezervoarju El Mansour Eddahbi. Reka se vije med Visokim Atlasom, Antiatlasom in gorovjem Djebel Sarhro proti jugovzhodu mimo majhnega mesta Agdz in številnih vasi, kot je Tamnougalt. Pri Zagori in zlasti pri Mhamidu le redko nosi vodo, nato pa okoli mesta Tagounite teče naprej proti zahodu vzdolž alžirske meje, onstran katere jo spremlja puščavi podobna visoka planota Hammada du Draa, nato se obrne proti zahodu in prečka Maroko povprečno 100 do 150 km severno od meje z Zahodno Saharo, ko se kamnita reka izliva v Atlantski ocean.
Reka Lixos, omenjena v Periplu kartažanskega pomorščaka Hana, je po vsej verjetnosti identična z Oued Draa.

### Trije deli reke Draa
- Zgornji tok Draa: Ko zapusti jez, Draa prečka približno petdeset kilometrov zelo ozke soteske, Tarhia du Drâa, izkopane v vznožju Antiatlasa in Djebel Saghro. Leta 1972 je bil zgrajen jez El Mansour Eddahbi. Od tega datuma so muljaste poplave Drâe postale preteklost in reka ne more več doseči oceana.
- Srednji tok Draa: Od Agdza Draa prečka zaporedje oaz, ločenih s kratkimi in plitvejšimi soteskami, foumi. Cesta N9 nato poteka vzdolž zelenih otočkov 92 km od Agdza do Zagore, nato pa 108 km od Zagore do Mhamida. Tok je takrat zelo neenakomeren, poveča se po jesenskem deževju in ko se spomladi v Visokem Atlasu topi sneg. Vendar so se poplave umirile, odkar je bil jez leta 1979 napolnjen.
- Spodnji tok Draa: je najdaljši in najbolj suh del, saj je daleč od zasneženih vrhov Visokega Atlasa. Orientiran v smeri zahod-jugozahod je najpogosteje suhi tok reke Draa med južnimi pobočji Antiatlasa na njegovem desnem bregu in Djebel Ouarziza.

### Oaze
Zgornja dolina reke Draa, dolga približno 200 kilometrov, je sestavljena iz šestih odsekov oaz/palmovih nasadov od severa proti jugu:
- Oaza Mezguita z Agdzom in Aurizom ter južno od nje jez Tamsikht
- Oaza Tinzouline z Ouled Lagraier, Tinzouline, Ouled Yaoub in jezom južno od nje
- Oaza Ternata z Zagoro
- Oaza Fezouata s Tamegroute in južno od nje jez Azagha
- Oaza Ktaoua s Tagounite, Blida, Tiraf in jezom Bounou južno od nje
- Oaza Mhamid el Ghuzlan z Mhamid el Ghuzlanom

### Mezguita
Na izhodu iz sotesk zgornjega toka Draa, malo gorvodno od mesta Agdz, reka namaka oazo Mezguita, ki jo na severu gleda Džebel Kissane. Med vasmi lahko ločimo starodavni ksour, vključno s Tamnougaltom in Timidertejem. Od 15. do 20. aprila 1884 je Charles de Foucault prečkal to oazo, ki jo opisuje v svojem delu Reconnaissance au Maroc. Usmerjena od zahoda proti vzhodu v oazi Mezguita, se Draa nato sreča z Džebel Bou Zeroualom, zadnjim opornikom križa Bani. Nato prečka zapornico, Tansikht foum.

## Prazgodovina
Petroglifi so bili najdeni iz vseh pomembnih obdobij prazgodovine; vadi Draa je bila očitno obiskana več tisoč let. V tem vadiju so našli tudi znamenito, a zelo kontroverzno figurino Venera Tan-Tan - včasih ocenjujejo, da je stara med 300.000 in 500.000 let. Tinzouline, Aït Ouaazik (Asguine Tarna, Tazzarine) Tiouririne in Tisguinine pri Zagori so najbolj znana nahajališča v regiji Draa.
V dolini Draa so odkrili tudi različne kamnite rezbarije, ki prikazujejo živali (slone, nosoroge, noje itd.). Njihova starost je verjetno med 4000 in 6000 let in izhaja iz časa, ko so te živali ljudje še lovili (lovci in nabiralci). Kasneje je prevladovalo nomadstvo, ki je postopoma prešlo v stano naseljeno življenje.
Oaze doline Draa in drugih oaznih dolin v Maroku so tako rekoč izzvale ljudi, ki so bili mimoidoči, da se ustalijo, saj oaze ponujajo vse, kar je potrebno za dolgoročno in trajnostno preživetje. V oazah so morali večinoma prepovedati ali vsaj zapreti le pašne živali (ovce, koze), kar je vodilo v pogoste spopade in celo oborožene spopade z nomadskimi živinorejci. Ko se je ta proces naseljevanja v dolini Draa začel - ki je zagotovo trajal stoletja - je sporen - nekateri raziskovalci domnevajo okoli 3000 pr. pr. n. št., drugi predpostavljajo zgodnejše datume, tretji zagovarjajo poznejše datume.
Gravure na nekaterih stelah in skalnih ploščah, ki so prekrite s prej neberljivimi geometrijskimi simboli v tako imenovani »libijsko-berberski pisavi«, izvirajo iz precej poznejšega obdobja (okoli 500 pr. n. št. do okoli 500 n. št.).
- Slon(?)
- Nosorog
- Noj
- Libijsko-berberski napis

## Zgodovina
Prvi prebivalci doline Draa so bili Haratini, v Maroku imenovani tudi »drawi«.
Draa je znana že od Rimljanov, ki so jo imenovali Darat. Publij Kornelij Scipion Emilijski, poveljnik v Afriki, je zgodovinarju Polibiju zaupal floto za raziskovanje maroških obal; pravi, da je tam videl krokodile. Med rimskim osvajanjem kraljestva Mavretanije je berbersko pleme Guezoula pobegnilo na jug in zasužnjilo domače Haratine.
Trije deli porečja so vključeni v tisto, kar geograf Marmol y Carvajal imenuje »Numidija«, ki jo jasno razlikuje od »Berberije«.
Ob Draa je bilo istoimensko mesto, ki je moralo biti zelo pomembno v luči razvoja karavan v zgodnjem srednjem veku (7.-10. stoletje), verjetno v kraju, imenovanem Zagora zaradi Jbal Zaggûr ('gora piramida') ki je kot svetilnik kazal pot karavanam, ki so prihajale iz Ouarzazata na sever, pa tudi tistim, ki so prihajale iz oaze Mhamid na jugu; tako je zaprlo majhno tesen med dvema neprekinjenima verigama, pravokotno na tok reke.
V 10. in 11. stoletju je mesto Draa cvetelo in Al-Bakri ga je sijajno opisal; postalo je gostoljubno ozemlje Murabitûn Sanhaja, »zaveznikov«, »ljudstva Ribata«, znanih pod imenom Almoravidi, ki so prišli iz južne Sahare.
Država Draa je bila okrog leta 1300 površno podrejena plemenu Zenete Marinidov, ki so nadzorovali Fes, Marakeš in kmalu Sijilmaso; nato je postal dom Zaouia saadskih čerifov in dežela, ki je v letih 1515-1545 videla rojstvo njihove slavne svete vojne proti portugalski invaziji.
Medtem so se arabski elementi iz konfederacij Hassân in Ma'qîl naselili v puščavah in okoli ksourjev - utrdb - južnega toka Draa.
V 17. in 18. stoletju je država ponovno pridobila relativno neodvisnost, čeprav so njeni despoti okoli 1650-1730 in 1750-1790 še naprej plačevali davek šerifskim sultanom v Fesu, mesto Draa-Zagora pa so uničili Bereberi, ki so zasedli Saghro in zato udomačili del dežele dežele Tafilalet in dežele Draa (uničili so tudi Sijilmassa).
V 19. stoletju je osem okrožij Draa doživelo osem popolnoma neodvisnih in različnih režimov.
Charles de Foucauld nam leta 1883 poda natančen opis,
»Na severu je despotska država Mazgita, pravi absolutni berberski emirat, ki ga vodi bela družina v Qasbi Tamnougalta.«
Sledi državi arabskega plemena Oulad Jri, ki pripada skupini Oulad Yahya (ex-Ma'qîl), nomadov iz Banîja in vzhodnega Antiatlasa, ki govorijo narečje Hasanja.
Ta ustaljeni arabski element je, tako kot njegovi severni sosedje, absorbiral avtohtono prebivalstvo, ki je bodisi marginalizirano v arabskem ksourju in arabizirano bodisi stopljeno s prebivalstvom ali podvrženo pokroviteljskim odnosom, kot so avtohtoni amaziški Judje, in so na drugi strani tako kot Aït Seddrât organizirani po vaseh (qsars) na demokratičen način; tudi če nimajo letnega srečanja vseh frakcij.
Država Oulad Jri je mejila na državo Tinzouline, katere kazba je dala ime sedanjemu caïdatu (administrativna enota). Vodila jo je despotska sila Arabcev iz družine Oulad Uthmân, iz plemena Oulad Jri. Toda Arabci so tukaj marginalen, prevladujoč element, in qsars so v bistvu naseljeni z avtohtonimi prebivalci, večinoma berbersko govorečimi, ki so bili podvrženi temu drugemu majhnemu despotskemu emiratu.
Sledi, po paradi Azlag, ob vznožju Bou-Zerouala dežela Ternata, v kateri prevladujejo stalni prebivalci Oulad Yahya, berbersko govoreči Murabiti in nekaj neodvisnih avtohtonih qsarjev, predvsem pa arabsko pleme Rouha, ki prihaja iz oaz in niso povezani z nomadi.
Južno od soteske, kjer je bilo starodavno mesto Draa, sodobna Zagora, najdemo državo Fezwatta, državo brez avtohtonih črncev, brez kakršnih koli stalno naseljenih ljudi, katerih vsaka utrjena vas ima pokroviteljski odnos s klanom ali delom meglica Ait Atta, pleme konfederacije Bereber, ki obvladuje več ali manj 75 % Saghra, okolice Tafilaleta, Ferkle in Todghe in del puščave med Draa in Tafilalet. Zaouia iz Tamegroute je bila dolgo znana po svoji univerzi in zdravljenju duševnih bolezni, od začetka 18. stoletja pa hrani številne rokopise v berberskem jeziku (in z arabskimi znaki).
Južno od strme in zožene gore, Jbel Bani, leži arabsko govoreča država Ktawa, naseljena s plemeni, ki govorijo Hasanja 'Arîb, pripadniki Chorfa (povezanih neposredno ali posredno s Saadijci), pa tudi arabizirana in avtonomna Draoua ter druga različna arabska plemena.
Končno, južno od druge gorske linije, vstopimo v popolno puščavo, državo Mhamid, tukaj so bili nomadski Arabci ('arîb) gospodarji, Judje in berbersko govoreči murabiti arabizirani in predstavljajo večino prebivalstva.
S francosko invazijo na obalne regije in vzhodne puščave, nato z obleganjem Fesa, je podpis protektorata dal Francozom pooblastila za »obnovitev« sultanskega Makhzena čerifskih cesarjev Fesa po vsem »njihovem celotnem imperiju«.
Francoska vojska je zato začela pacifikacijo Drae z uporabo Qâ'id des Glaoui, makhzenskega naslova, ki je postal de facto deden, in družina Caïdal je leta 1919 postopoma zavzela Ouarzazate, od leta 1921 pa prevzame nadzor nad Mezguito in z učinkom domin razširi svoj vpliv na osem drugih okrožij.

## Tighremts in Ksur
Tradicionalna arhitektura (tighremt) v dolini Draa je že dolgo ostala nespremenjena, s stenami iz nabite zemlje, stropi in stopnicami iz palmovih debel in grmičevja s prevlekami iz pletenih palmovih listov ali trstičja – vsi materiali, ki se pojavljajo lokalno in jih je mogoče dobiti poceni. Stolpi in vrata so bili okrašeni z ornamenti, ki so imeli prvotno apotropejski pomen. Številne utrjene vasi (ksour) v dolini Draa so bile obdane z zabitimi zemeljskimi zidovi, da bi bolje zaščitili prebivalce.
Od 1960-ih in 1970-ih se je arhitektura, ki je danes postala običajna v vseh berberskih območjih Maroka, z votlimi bloki za stene in betonom za strope in stopnice, uveljavila tudi v vaseh doline Draa. Po končani lupini se zunanje stene omečejo in nato pobarvajo v svetlo rdeče ali oker tone.

## Jezik
Na tem območju se govorita dva jezika: lokalna različica pogovorne arabščine, ki je tesno povezana s Hassaniya, in Shilha ali Tashelhiyt, berberski jezik.

## Raziskovanje
Draa je pritegnila pozornost številnih pomembnih raziskovalcev, vključno s Francozom Charlesom de Foucauldom, ki je v 19. stoletju preoblečen v judovskega trgovca potoval po Maroku, in Jeffreyjem Taylerjem, ki je o svojih izkušnjah napisal knjigo.